# Red Hat Linux
Red Hat Linux, được phát triển bởi công ty RedHat, là hệ điều hành dựa trên Linux phổ biến cho đến khi ngừng phát triển trong năm 2004.
Red Hat Linux 1.0 được phát hành ngày 03 tháng 11 năm 1994. Ban đầu được gọi là "Red Hat Commercial Linux" Đây là bản phát hành Linux đầu tiên sử dụng RPM Package Manager như định dạng đóng gói của nó, và qua thời gian nó được xem là nền tảng cho một số bản phân phối khác, chẳng hạn như Mandriva Linux và Yellow Dog Linux.
Từ 2003, Red Hat đã ngưng phát triển Red Hat Linux và chuyển sang Red Hat Enterprise Linux (RHEL) dành cho môi trường doanh nghiệp.Fedora, được phát triển bởi dự án Fedora, sự hỗ trợ của cộng đồng và sự tài trợ từ Red Hat, là phiên bản miễn phí tốt nhất thích hợp cho việc sử dụng tại nhà. Red Hat Linux 9, bản phát hành cuối cùng, đánh dấu sự kết thúc vào ngày 30/4/2004, mặc dù bản cập nhật vẫn được công bố cho nó tới năm 2006 bởi dự án Fedora Legacy cho đến khi đóng cửa vào đầu năm 2007.

## Tính năng
Phiên bản 3.0.3 là một trong các bản phân phối Linux đầu tiên hỗ trợ Định dạng thực thi và có thể kết nối thay vì định dạng a.out.
Red Hat Linux giới thiệu một cài đặt đồ họa gọi là Anaconda, dự định được dễ sử dụng cho người mới, từ đó đã được áp dụng bởi một số bản phân phối Linux khác. Nó cũng giới thiệu một công cụ được xây dựng gọi là Lokkit để cấu hình tính năng tường lửa.
Phiên bản 6 Red Hat chuyển sang glibc 2.1, egcs-1.2, và kernel 2.2. Nó cũng giới thiệu Kudzu, một thư viện phần mềm để tự động phát hiện và cấu hình phần cứng.
Phiên bản 7 được phát hành để chuẩn bị cho kernel 2.4, mặc dù phiên bản đầu tiên vẫn sử dụng kernel 2,2 ổn định hơn.
Glibc được cập nhật lên phiên bản 2.1.92, là bản beta của bản 2.2 sắp tới, và Red Hat sử dụng một phiên bản vá của GCC từ CVS mà họ gọi là "2,96". Quyết định phát hành một phiên bản GCC không ổn định là do GCC 2,95 hoạt động kém trên nền tảng phải i386, đặc biệt là DEC Alpha. Bản mới hơn cũng đã cải thiện hỗ trợ cho C++ chuẩn, đã gây ra phần lớn mã lệnh hiện không để biên dịch.
Đặc biệt, việc sử dụng một phiên bản không phát hành của GCC đã gây ra một số lời chỉ trích, ví dụ từ Linus Torvalds và The GCC Steering Committee; Red Hat đã buộc phải bảo vệ quyết định của họ.
GCC 2,96 bị lỗi trong việc biên dịch Linux kernel, và một số phần mềm khác được sử dụng trong Red Hat, nhờ kiểm tra chặt chẽ hơn. nó cũng có sự không tương thích C++ ABI với các trình biên dịch khác. Sự phân bố bao gồm một phiên bản trước của GCC để biên dịch kernel, được gọi là "kgcc".
Đến Red Hat Linux 8.0, UTF-8 đã được kích hoạt như là mã hóa ký tự mặc định cho hệ thống. Điều này có ảnh hưởng ít đến người dùng tiếng Anh, nhưng dễ dàng hơn cho quốc tế và hỗ trợ nhiều ngôn ngữ, bao gồm cả chữ tượng hình, và ngôn ngữ phức tạp khác cùng với các ngôn ngữ châu Âu. Tuy nhiên, điều này đã gây ra một số phản ứng tiêu cực giữa các người dùng hiện tại Tây Âu, vốn đang sử dụng các chuẩn ISO-8859..
Phiên bản 8.0 cũng là bản thứ 2 dùng giao diện Bluecurve. Nó dùng chung giao diện desktop GNOME-2 và KDE 3.0.2, cũng như OpenOffice-1.0. Các thành viên KDE đã không đánh giá cao sự thay đổi, vì cho rằng nó đã không đem lại lợi ích.
Phiên bản 9 hỗ trợ POSIX Thread Library, mà đã được đưa vào Kernel 2.4 bởi Red Hat
Red Hat Linux thiếu nhiều tính năng do các vấn đề bản quyền và bằng sáng chế. Ví dụ như, hỗ trợ MP3 đã bị tạm ngưng trong cả Rhythmbox và XMMS, thay vào đó, Red Hat khuyến cáo sử dụng Ogg Vorbis, vốn dĩ không có bằng sáng chế. Tuy nhiên việc hỗ trợ MP3 có thể được cài đặt sau đó, tuy nhiên vẫn bị yêu cầu tiền bản quyền. Nó cũng không hỗ trợ hệ thống tập tin NTFS của Microsoft, nhưng vẫn có thể cài đặt một cách tự do.

## Fedora
Cuối năm 2003 Red Hat Linux sáp nhập với dự án cộng đồng Fedora. Kế hoạch mới thu hút hầu hết các lập trình viên từ Fedora khi tạo bản phân phối mới Red Hat Enterprise Linux. Fedora thay thế các bản Red Hat Linux. Mô hình tương tự như mối quan hệ giữa Netscape Communicator và Mozilla, hoặc StarOffice và OpenOffice.org.

## Tên gọi
Tên chính thức của bản phát hành Red Hat Linux là Red Hat Linux (thường được viết tắt để RHL). Phần đầu tiên, "Red Hat", là công ty phần mềm Red Hat. Phần thứ hai, "Linux", đề cập đến nền tảng Linux Kernel được viết bởi Linus Torvalds và cộng đồng phần mềm nguồn mở.

## Các phiên bản đã phát hành

Ảnh chụp hộp bìa của Red Hat Linux 5.2

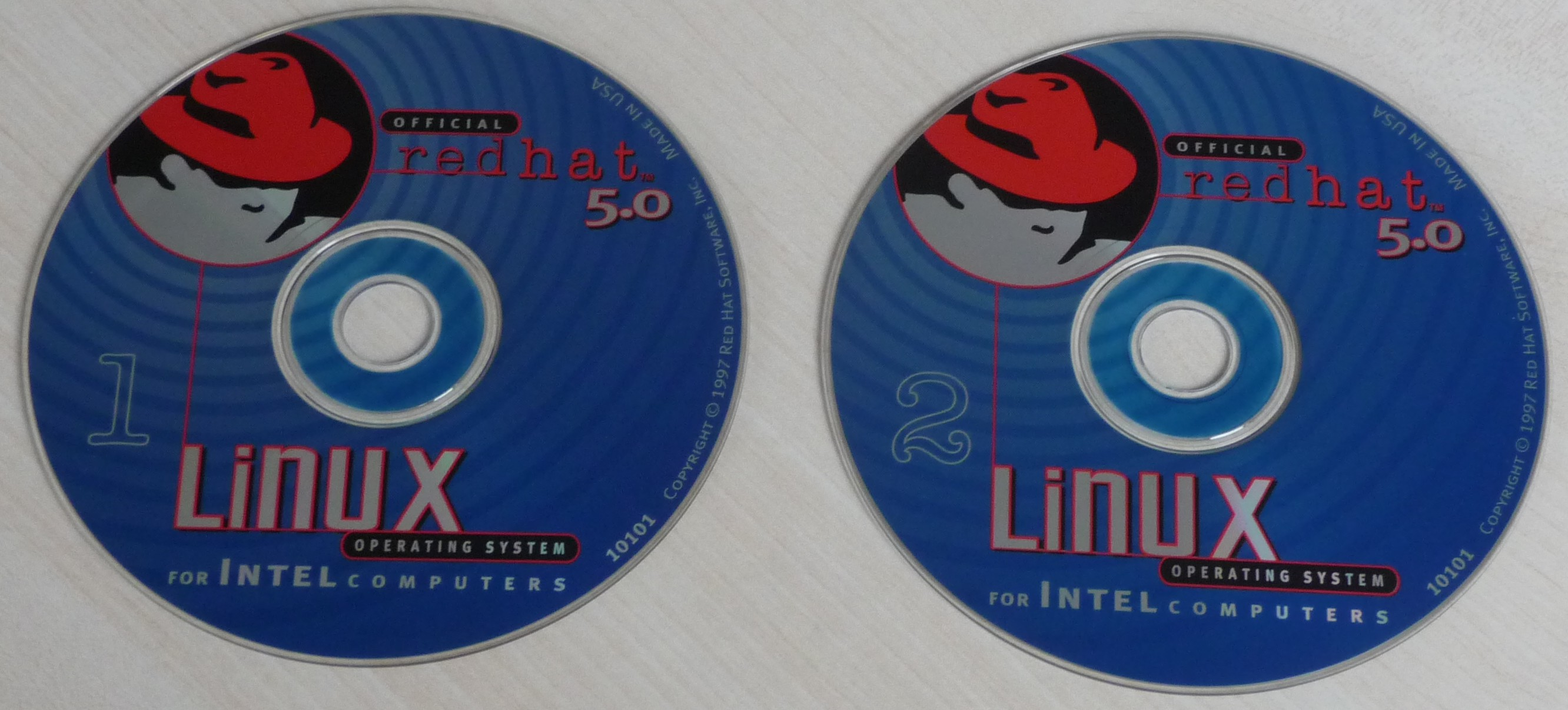
Đĩa CDROM Red Hat 5.0

Ngày phát hành được rút ra từ các thông báo trên comp.os.linux.announce. Tên các phiên bản được lựa chọn để khả năng nhận thức liên quan đến các bản phát hành, nhưng không liên quan trong cùng một cách như bản phát hành trước đó.
- 1.0 (Mother's Day),3/11/1994 (Linux 1.2.8)
- 1.1 (Mother's Day+0.1), 1/8/1995 (Linux 1.2.11)
- 2.0, 20/9/1995 (Linux 1.2.13-2)
- 2.1, 23/11/1995 (Linux 1.2.13)
- 3.0.3 (Picasso), 1/5/1996 (Linux 1.2.x) - lần đầu tiên phát hành hỗ trợ DEC Alpha
- 4.0 (Colgate), 3/10/1996 (Linux 2.0.18) - lần đầu tiên phát hành hỗ trợ SPARC
- 4.1 (Vanderbilt), 3/2/1997 (Linux 2.0.27)
- 4.2 (Biltmore), 19/5/1997 (Linux 2.0.30-2)
- 5.0 (Hurricane),1/12/1997 (Linux 2.0.32-2)
- 5.1 (Manhattan), 22/5/1998 (Linux 2.0.34-0.6)
- 5.2 (Apollo), 2/11/1998 (Linux 2.0.36-0.7)
- 6.0 (Hedwig), 26/4/1999 (Linux 2.2.5-15)
- 6.1 (Cartman), 4/10/1999 (Linux 2.2.12-20)
- 6.2 (Zoot), 3/4/2000 (Linux 2.2.14-5.0)
- 7 (Guinness), 25/9/2000 (phiên bản này được dán nhãn "7" không phải "7,0") (Linux 2.2.16-22)
- 7.1 (Seawolf), 16/4/2001 (Linux 2.4.2-2)
- 7.2 (Enigma), 22/10/2001 (Linux 2.4.7-10, Linux 2.4.9-21smp)
- 7.3 (Valhalla), 6/5/2002 (Linux 2.4.18-3)
- 8.0 (Psyche), 30/9/2002 (Linux 2.4.18-14)
- 9 (Shrike), 31/3/2003 (Linux 2.4.20-8) (phiên bản này được dán nhãn "9" không phải "9,0")

Dự án Fedora và Red Hat đã được sáp nhập vào ngày 22 Tháng Chín 2003.
- Xem Danh sách các phiên bản của Fedora